# Aeroportul Tongareva
Aeroportul Tongareva (IATA: PYE, ICAO: NCPY) este un aeroport din Penrhyn⁠(d), Insulele Cook.
Situat la o altitudine de 3 m, aeroportul dispune de o singură pistă.